# Mantella spodziewana
Mantella spodziewana (Mantella expectata) – gatunek płaza bezogonowego z rodziny mantellowatych (Mantellidae). Występuje endemicznie w południowo-zachodniej części Madagaskaru. Dorasta do 2,6 cm długości i cechuje się żółtym grzbietem, czarnymi bokami oraz niebieskawymi kończynami. Płaz ten spotykany jest w przy okresowych potokach i prowadzi dzienny tryb życia. Rozmnaża się od września do grudnia, a długość życia wynosi 3 lata. Gatunek zagrożony (EN) w związku z niewielkim zasięgiem występowania oraz degradacją jego środowiska naturalnego.

## Wygląd
Długość ciała wynosi 2,0–2,6 cm. Głowa i grzbiet żółte, a boki czarne. Kończyny mają barwę od szarej do niebieskiej. Brzuch czarnawy z niebieskimi łatkami o nieregularnych kształtach. Gardło w dużej mierze niebieskie.

## Zasięg występowania i siedlisko
Występuje wyłącznie w okolicach Parku Narodowego Isalo w południowo-zachodniej części Madagaskaru. Zasięg występowania szacowany jest na 2073 km², a płaz ten spotykany jest na wysokościach bezwzględnych 700–1000 m n.p.m. Gatunek ten zasiedla okresowe potoki oraz podmokłe kaniony, gdzie występuje zazwyczaj w lasach galeriowych. M. expectata cechuje się dziennym trybem życia.

## Rozmnażanie i rozwój
Okres godowy trwa od września do grudnia. Jaja składane są pod kamieniami lub w wilgotnych wgłębieniach. Kijanki rozwijają się w okresowych zbiornikach wodnych. Długość życia jest krótka (około 3 lat), a płaz ten gotowy jest do rozrodu podczas pierwszego okresu godowego po przeobrażeniu.

## Status
Gatunek zagrożony (EN) w związku z niewielkim zasięgiem występowania oraz spadkiem ilości i jakości dostępnych siedlisk w okolicach Isalo. Głównym powodem utraty siedlisk jest wypas zwierząt domowych, a także działalność kopalń szafirów. Ponadto gatunek ten często jest odławiany ze swojego środowiska naturalnego i następnie sprzedawany jako zwierzę domowe.